# Concentus Musicus Wien
Concentus Musicus Wien är en instrumentalensemble som är specialiserad på äldre musik och spelar på tidstrogna instrument. Ensemblen leddes från starten 1953 till 1987 av Nikolaus Harnoncourt.
Ensemblen har samarbetat med en mängd dirigenter, körer och solister och spelat in ett stort antal skivor.